# Stadio An der Alten Försterei
Lo Stadion An der Alten Försterei (traducibile in italiano come Stadio vicino alla vecchia casa del guardaboschi), più comunemente noto come Alte Försterei o con la sigla AF, è uno stadio calcistico della capitale tedesca Berlino, sito nel quartiere di Köpenick. 
Inaugurato nel 1920 e più volte ampliato e ristrutturato, ospita le partite interne dell'Union Berlino, dopo aver precedentemente accolto i club antesignani.
Con una capienza massima di 22 012 posti (gran parte dei quali in piedi), l'Alte Försterei è il maggior stadio ad uso esclusivamente calcistico della città di Berlino.

## Storia

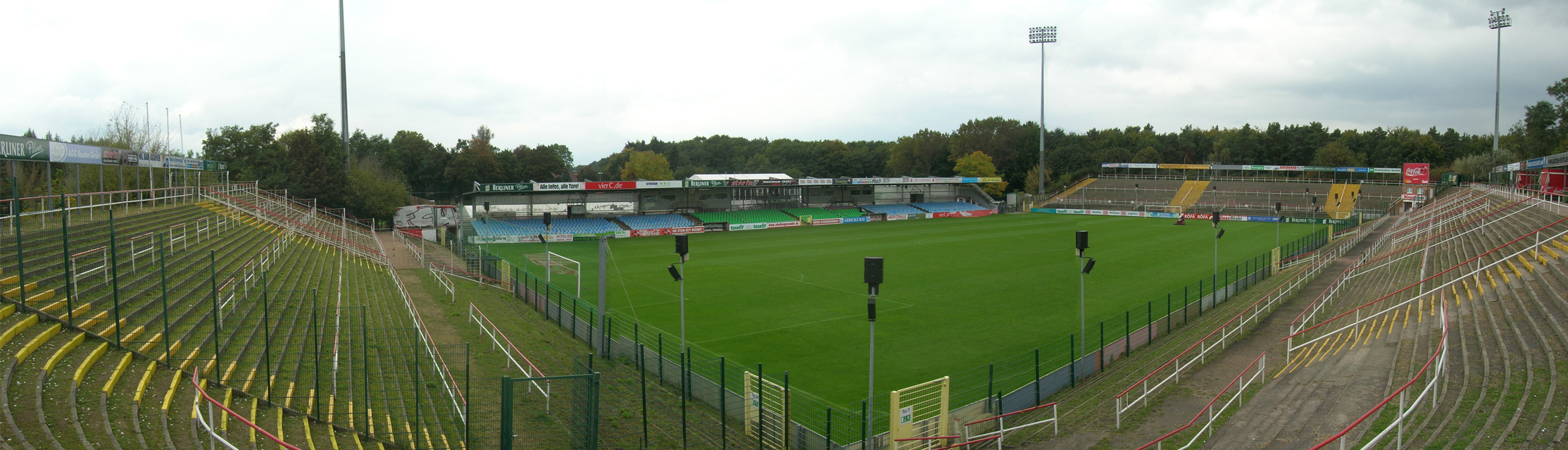
Lo stadio nel 2007, poco prima della ristrutturazione

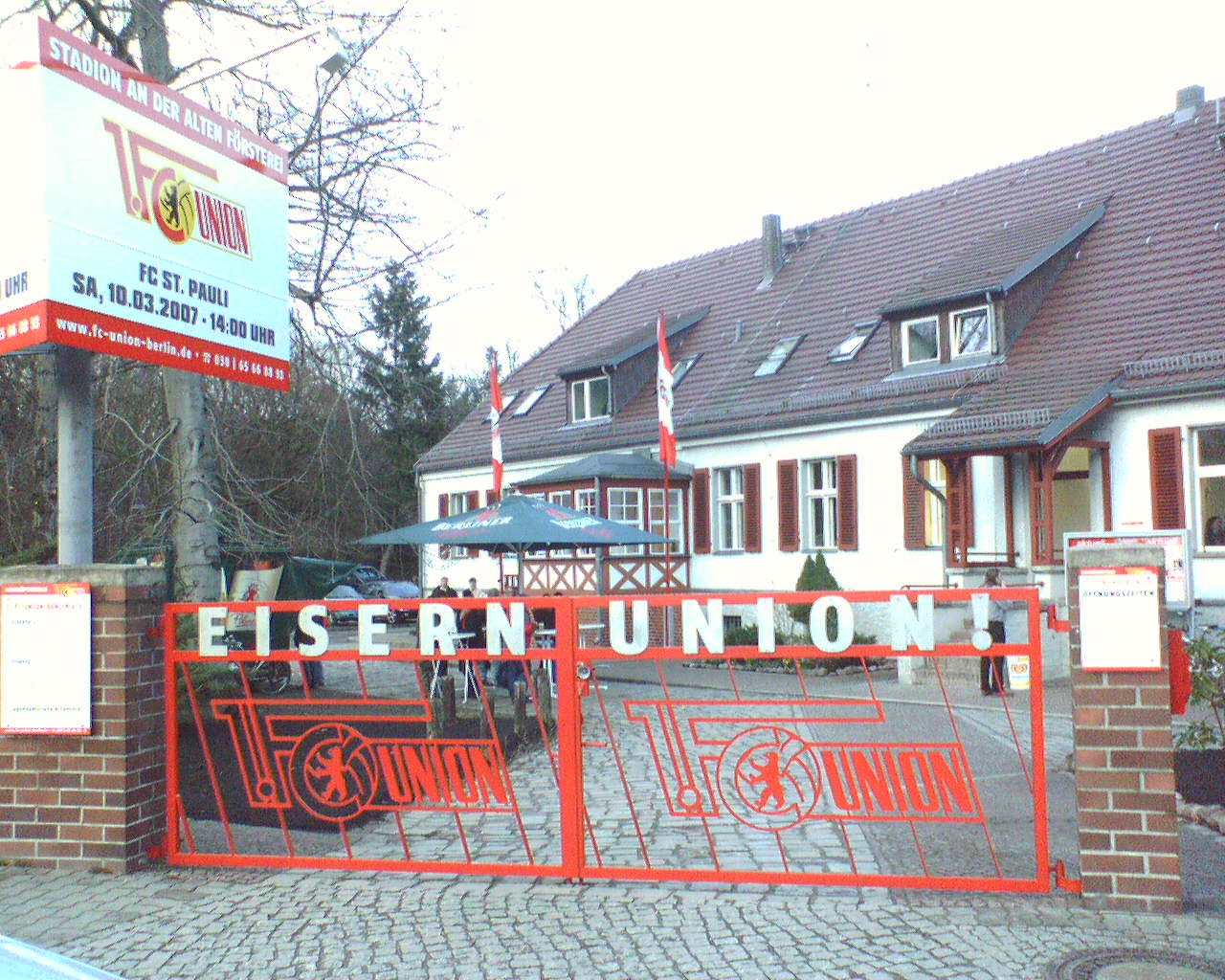
La cosiddetta "casa del guardaboschi", annessa allo stadio, dà il nome all'impianto ed ospita la sede dell'Union Berlino

Verso il 1920 l'Union Oberschöneweide (società calcistica antesignana dell'Union Berlino) dovette abbandonare il suo storico stadio in Wattstraße (situato poco a sud dell'ippodromo di Karlshorst), destinato ad essere abbattuto per far spazio ad abitazioni.
Per edificare un nuovo terreno di gioco venne individuata un'area a ridosso della foresta di Sadowa (poi rinominata Wuhlheide), sempre nel territorio dell'allora comune autonomo di Oberschöneweide (l'accorpamento con Berlino fu decretato il 1º ottobre 1920). Il Sadowa-Platz (o Sadowa-Sportplatz) venne inaugurato ufficialmente il 7 agosto 1920 con la disputa di una partita tra Union Oberschöneweide e i campioni di Germania del Norimberga, terminata 1-2 per gli ospiti; la prima partita nell'impianto era stata tuttavia giocata già il 17 marzo precedente tra i padroni di casa e il Viktoria Berlino (anche in quel caso si trattava di un'amichevole, chiusasi sull'1-1). La capienza iniziale degli spalti era di circa 10 000 posti, dei quali solo 200 a sedere.
La vicinanza dello stadio ad una casa destinata all'alloggio del guardaboschi indusse col passare del tempo un cambio di nome dell'impianto, che divenne pertanto noto come Alte Försterei.
Nel 1966, a seguito della promozione dell'Union Berlino in DDR-Oberliga (il massimo campionato della Germania Est), si rese necessario un ampliamento: nel giro di quattro anni fu pertanto innalzata la Gegengerade (tribuna opposta alla principale) e vennero effettuati interventi minori, sicché tra gli anni 1970 e 1980 la capienza dell'impianto fu portata a circa 22 500 posti.
Data l'assenza di interventi di manutenzione successivi, negli anni 1990 l'Alte Försterei iniziò ad accusare una certa obsolescenza, tanto che a partire dalla fine del decennio l'Union poté continuare a giocarvi solo grazie alla concessione di permessi temporanei.
Nel 2006 le autorità del calcio tedesco rifiutarono di prorogare tali deroghe, impedendo all'Union di disputare nell'impianto qualsiasi partita valida per i primi tre campionati nazionali e le coppe. La dirigenza dell'Union Berlino si trovò quindi obbligata a scegliere se traslocare in un nuovo stadio oppure rinnovare la struttura già esistente; si decise infine di perseguire quest'ultima soluzione. 

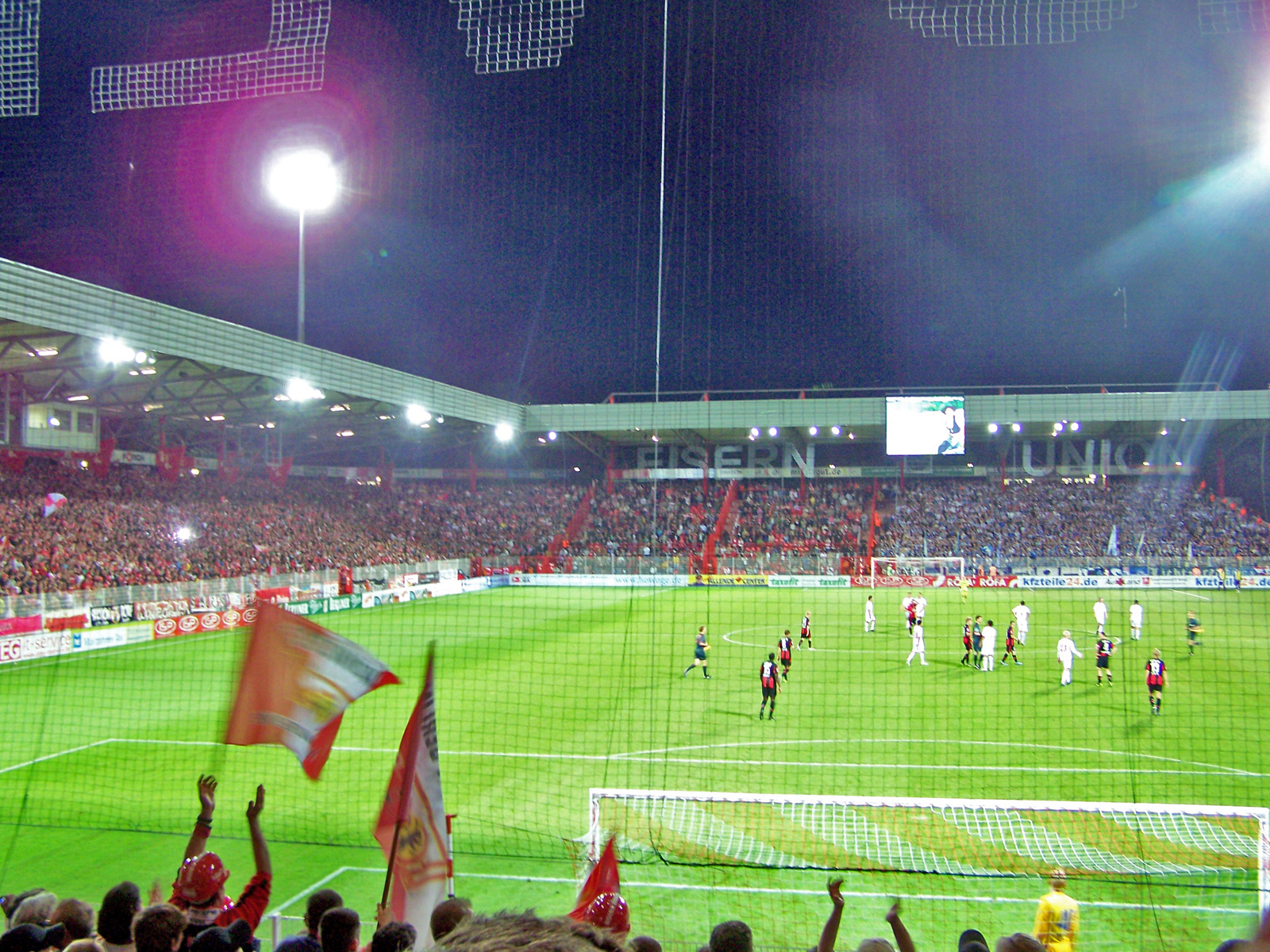
Un istante del match di riapertura dello stadio dopo la ristrutturazione, contro l'Hertha.

I lavori, iniziati nel 2007 e conclusi nel 2009, furono in larga parte svolti dagli stessi tifosi della squadra berlinese: grazie al lavoro gratuito di più di 2000 volontari per circa 140 000 ore, lo stadio venne quasi integralmente ricostruito.
L'8 luglio 2009 il "nuovo" Alte Försterei fu riaperto con un derby amichevole tra l'Union e l'Hertha Berlino. Negli anni successivi vennero effettuati ulteriori interventi integrativi sulla tribuna principale (integralmente ricostruita entro il 2012) permettendo di ampliare ulteriormente la capienza totale a 22 012 posti.

## Struttura
L'impianto originario presentava la sola tribuna centrale coperta e dotata di seggiolini, mentre il resto degli spalti era scoperto e costruito a terrapieno con larghi gradoni in parte neanche rivestiti di cemento. Nel corso dei lavori di ristrutturazione la tribuna centrale è stata abbattuta e ricostruita di maggiori dimensioni (e con migliori servizi a beneficio del pubblico), mentre il resto degli spalti è stato rivestito in cemento ed egualmente dotato di copertura. 
La struttura presenta una pianta rettangolare, con spalti affacciati direttamente sui bordi del terreno di gioco. 

## Proprietà
Nel 2009 la società controllata dall'Union Stadionbetriebs AG, proprietaria dello stadio, vendette azioni sulla struttura a 4141 tra soci e sponsor del club, per un valore complessivo di 2,73 milioni di euro. L'Alte Försterei è così diventato il primo stadio di un campionato professionistico tedesco parzialmente di proprietà dei tifosi.